# 대한민국 민법 제762조
대한민국 민법 제762조는 불법행위에 대한 손해배상청구권에 있어서 태아의 지위에 대한 민법 채권법 조문이다. 

## 조문
제762조(손해배상청구권에 있어서의 태아의 지위) 태아는 손해배상의 청구권에 관하여는 이미 출생한 것으로 본다.

第762條(損害賠償請求權에 있어서의 胎兒의 地位) 胎兒는 損害賠償의 請求權에 關하여는 이미 出生한 것으로 본다.

Article 750 (Torts) One who causes damage  intentionally or negligently to others by tortious act is liable for the damage.

## 비교 조문
일본민법 제721조(손해배상청구권에 관한 태아의 권리능력) 태아는 손해배상의 청구권에 있어서는 이미 출생한 것으로 본다.

## 참고 문헌
- 오현 수, 일본민법, 진원사, 2014. ISBN 978-89-6346-345-2
- 오세경, 대법전, 법전출판사, 2014 ISBN 978-89-262-1027-7
- 이준현 , LOGOS 민법 조문판례집, 미래가치, 2015. ISBN 979-1-155-02086-9

## 같이 보기
- 불법행위